# Дъч Мантел
Уейн Морис Киоун (роден на 29 ноември 1949) е американски кеч мениджър, сценарист и пенсиониран професионален кечист. По-добре е познат под името си на ринга Дъч Мантел, както и в WWE като Зеб Колтър, дебютира (1972) като Уейн Коуан.
Докато най-често се бие в регионалните и независимите компании, той също се появява в World Championship Wrestling (WCW) като Дъч Мантел и в World Wrestling Federation (WWF) като Чичо Зебекия от началото до средата на '90-те. В края на 1990-те и 2000-те, той работи като сценарист за World Wrestling Council, International Wrestling Association и Total Nonstop Action Wrestling.

## Ранен живот
Киоун завършва гимназията във Валхала, Южна Каролина. Учи е година в университета Клемсън. После е на военна служба: преминава основен курс на обучение във Форт Джаксън, Южна Каролина, назначене в 25-а пехотна дивизия на Щатската армия. Киоун е награден с Медала за служба във Виетнам.

## Кеч кариера

### Някои територии (1972 – 1990)
Киоун дебютира през 1972 като „Уейн Коуан“. След това той става „Дъч Мантел“ и добавя прякора „Мръсния“ през 1980. Бие се за някои южни компании и постига значителен успех в National Wrestling Alliance.
Мантел помага за кариерите на някои огромни звезди на деветдесетте, включително Блейд Рънърс, които постигат слава, като Стинг и Ултимейт Уориър. Гробаря и Кейн биват начални получатели на проницателните кеч знания на Мантел, които им служат добре в кариерите им. Мантел също е кредитиран за измислянето на второто име на Стив Остин, тъй като истинското име на Остин е Стив Уилямс (което тогава бива използвано от „Д-р Смърт“ Стив Уилямс). Мантел първоначално обмисля да даде на Остин или името „Стиви Рейдж“, или „Уилям Стивънсън III“. По това време, той е сценарист за територията Мемфис на Джери Лоулър.
Мантел сформира няколко отбора през кариерата си, включително Канзас Джейхоукс (с Боби Джагърс), Разбойниците, които бяха заедно два месеца. Мантел получава най-голямата си популярност през 1979, когато той и тогавашният му партньор, Каубой Франки Лейн, като Лос Вакюрос Локос, разпродадоха 16 000-местния Hiram Bithorn Stadium в Сан Хуан, Пуерто Рико за несравнимите девет седмици подред, рекорд, който все още се държи. Те имаха уникален образ, където те залагат $1000 в сребърни монети срещу отбор, който може да ги победи.
Друго постижение на Мантел става през 1982, когато той и Джери Лоулър Кинг се биха в серия добър срещу добър. Фенове се разделяха между тези две яки войни на ринга на Мемфис. Мантел постига това, което никой друг не може да прави, когато Лоулър е добър, постигайки чиста победа срещу Краля. През 1986, след като Лоулър губи Мач загубилия напуска градът срещу Бил Дънди, Лоулър и Мантел се съюзяват срещу Дънди и Бъди Ландел в мач Тушовете не важат в Mid South Coliseum пред разпродадената публика от Мемфис. Мачът прави рекорд от 26 туша в рамките на час и 15 минути. Мача видя Дъч Мантел да тушира Ландел.

### World Championship Wrestling (1990 – 1991)
През 1990, той работи за World Championship Wrestling (WCW) като коментатор на Из целия свят заедно с Тони Шавони и през 1991, WCW създават групировка, позната като „Разбойниците“, включвайки Дъч Мантел, Черния Барт и Мъртвото око Дик. Разбойниците стават образ на три тромави каубои, които се срещат със Стан Хансен, за да работи за WCW и да стават отбор. В рамките на няколко месеца, те се показват чрез серия видеота, в които се бият в кръчми, търсейки градове-призраци и яздейки коне. Хансен не искаше да бъде част от този сюжт и напусна за Япония и никога не се върна да се бие за Северна Америка. Без Хансен, групата бива използвана като губещи и се разделя пред края на годината.

### Smoky Mountain Wrestling (1991 – 1994)
Когато независимата компания на Джим Корнет, Smoky Mountain Wrestling отваря през 1991, Мантел, заедно с Боб Кодъл, участват като началните коментатори по телевизията, говорейки от гледната точка на злодей, Той също води седмично ток-сегмент, наречен „Надолу и Мръсно с Дъч“, където интервюира звездите на SMW. Остава с Smoky Mountain до 1994.

### World Wrestling Federation (1994 – 1997)
От 1995 до 1996, Мантел се появява в World Wrestling Federation като „Чичо Зебекия“, Той бива мениджър на Братя Блу, и по-късно на Джъстин „Ястреба“ Лейфилд.

### World Wrestling Council / International Wrestling Association (1996 – 2003)
След напускането от WWF, Мантел се присъединява към Пуерто риканската компания World Wrestling Council като кечист и сценарист. След това участва в съперническата компания на WWC, International Wrestling Association като творчески консултант, което включва да пише/продуцира и да измисля четири часовата ТВ програма за седмица. Мател остава до 22 септември 2003. Поставя рекорд, докато е в Пуерто Рико (IWA), за броя часове, които един сценарист, продуциращ ТВ кеч шоу за четири часа а седмица, 52 седмици за година, общо 208 часа за година, за пет години без прекъсване. Рейтинга също поставя рекорд стигайки най-често от 12 до 15 място, с най-висок 18.1, с 55 споделяния от ТВ зрителите, докато работи за WWC през 2000.

### Total Nonstop Action Wrestling (2003 – 2009)
През 2003, Мантел започва да работи зад сцените като сценарист/продуцент/агент за TNA, Total Nonstop Action Wrestling и като пълноправен член от създателите. Мантел е инструмент за някои успехи на компанията, най-често за Нокаут дивизията на TNA, която помага да се даде нов тласък на интерес в кеча с жени в Съединените щати.
Мантел е кредитиран за подписването на Оусъм Конг с TNA на Прославяне 2007, заедно с мениджърката ѝ, Рейша Саед.
На 31 юли 2009, Мантел бива освободен от TNA заради творчески различия. Скоро след това, той се връща в IWA, отново работейки като сценарист.

### Завръщане в независимите компании (2009 – 2012)
През ноември 2009, Рено Ригинс, обявява, че Дъч ще се присъедини към компанията Showtime All-Star Wrestling на Nashville като сценарист и кечист. През декември 2009, Мантел пуска своята първа книга, „Светът според Дъч“. Мантел пише книгата за пет седмици, докато седи на плажа на Исла Верде, Пуерто Рико, с помощ от редакторите Рик Гроси Марк Джеймс. През декември 2010 Мантел пуска втората си книга „Приказки от черния път“.
На 3 март 2011, МАнтел се бие на мястото на Джейми Дънди на XCW Midwest в Коридън, Индиана. Бие се срещу Лон Стар, затвърдявайки полу-активния си статуса на частичен кечист след това. На 22 март 2011, Мантел бива добавен в събитието на 4 април 2011, КечСъбиране от сутринта на КечМания в Атланта, Джорджия. Събитието почети Бруно Самартино с някои модерни и легендарни кечисти като Карлито, Камала, Скот Щайнър, Томи Дриймър, Кристи Хеми, Боб Ортън, Николай Волкоф и Железния Шейх.
На 10 март 2012, Мантел е партньор на „Тексаски разбойник“ Томас Мичъл на AWA Supreme Wrestling в Медисън, Индиана с победа срещу „Костюмирания“ Ерик Дрейвън и Вито Андрети. През лятото на 2012 Мантел е сценарист на Juggalo Championship Wrestling, кулминирайки с КръвоМания 6.

### Завръщане в WWE

#### Мениджър на Истинските американци (2013 – 2014)
На 11 февруари 2013, Мантел, под името Зеб Колтър, се връща в WWE като мениджър на Джак Фукльото. Героя на Колтър е злодейска карикатура на Движението Чаено парти което препоръчва вярванията в анти-незаконните имигранти. На 19 февруари, Fox News и някои коментаторски десни-крила, включително Глен Бек твърдят, че героите на Фукльото и Колтър са подигравка с движението Чаено парти, за да го „демонизират“. От WWE отговарят на критиките, като заявяват, че те са включвали "текущи събития в [своите] сюжетни линии" за да „създадат завладяващо и подходящо съдържание за тяхната] аудитория“, и че „този сюжет по никакъв начин не представлява политическата гледна точка на WWE“. Фукльото и Колтър излязоха от роля по време на видео, за да поканят Бек на Първична сила, докато оправдават че сюжета е бил предназначен да предизвика реакция от публиката за героя Алберто Дел Рио, и съперниците му Фукльото и Колтър. Бек отказва поканата. На 8 април на Първична сила, Колтър и Фукльото се бият в Хандикап мач срещу Дел Рио, въпреки че Колтър не е влизал на ринга, и губят от Дел Рио чрез предаване на Фукльото. На 29 април на Първична сила, Колтър бива включен в мач тройна заплаха срещу Рикардо Родригез и Големият И Ленгстън (представяйки Долф Зиглър), където победителя може да определя условието за мача за Световната титла в тежка категория на Екстремни правила. Колтър губи мач след като бива туширан от Родригез.
На 17 юни на Първична сила, след като Джак Фукльото претърпява травма на ръката, се съюзява с Антонио Сезаро. Колтър по-късно кръсти Фукльото и Сезаро „Истинските американци“. Истинските американци получиха малко успех, губейки от Лос Матадорес на Ад в клетка и фатална четворка на МСС. Сезаро оставя Колтър като негов мениджър на Първична сила, след КечМания 30, и вместо него, той става новия клиент на Пол Хеймън. Колтър също започна вражда с Пол Хеймън, след като обвинява Хеймън задето „открадна“ Сезаро от него.
След като Сезаро оставя Колтър и Фукльото, разделяйки „Истинските американци“, на 30 юни на Първична сила, Фукльото и Колтър стават добри, след като провокират Лана и Русев. На Лятно тръшване, Колтър беше атакуван от Русев, отсъствайки от телевизия за две седмици. На 1 декември на Първична сила, кракът на Колтър е счупен от Русев, премахвайки Колтър от телевизията за близо 11 месеца.

#### МексАмерика и напускане (2015 – 2016)
В сюжет, описан от Rolling Stone като „диво непопулярния сюжет с МексАмерика с Алберто Дел Рио, която попадна в края на 2015“, Колтър се връща на Ад в клетка 2015, карайки мобилен скутер, където той обявява, че Алберто Дел Рио ще отговори на Отвореното предизвикателство на Джон Сина за Титлата на Съединените щати на WWE на Сина, където Дел Рио печели. На следващия ден на Първична сила, Дел Рио и Колтър започват да наричат съюза между Съединените щати и Мексико като „МексАмерика“, водейки до няколко спречквания с бившото протеже на Колтър, Джак Фукльото. След като Колтър коства разсейване от Дел Рио по време на едно от тези спречквания на 7 декември на Първична сила, Дел Рио прекрати съюза. Това остава последната му поява в WWE.
На 6 май 2016, Колтър бива освободен от WWE.

### Второ завръщане в независимите компании (2016 г.)
След напускането на WWE е потвърдено, че Киоун е подписал да се появи на шоу, съпродуцирано от Global Force Wrestling и WrestlePro, на юни 2016.

## Друга медия
Зеб Колтър обикновено се появява в уеб серията на WWE, Шоуто на Джей Би Ел и Коул, до затварянето му на юни 2015.
Колтър се появява на две видеоигри на WWE като мениджър. Дебютира с WWE 2K15 и се появява в WWE 2K16.

## Личен живот
През август 2012, Киоун споделя чрез Facebook, че неговата 16-годишна внучка Амелия е загинала в катастрофа. Той също така споделя, че водачът на другия автомобил, който е имал наркотици в кръвта, е бил освободен от затвора, и е бягал от полицията по това време, също е умрял. На 3 юни 2014 губернаторът на Тенеси Бил Хеслам подписва закона на Амелия, което изисква освободените, чиито престъпления са свързани с наркотици или алкохол, да носят трансдермално устройство за наблюдение, което да изследва кръвта на ползвателя на всеки 30 минути. Законопроектът, първият по рода си в страната, е провокиран от семейството на Киоун и влиза в сила 1 юли 2014. Киоун има дъщеря Аманда и внучка (сестрата на Амелия).

## В кеча
- Мениджъри
  - Даунтаун Бруно[30]
  - Джими Харт
  - Джим Корнет
- Придружавайки
  - Думсдей
  - Братя Блу[31]
  - Джъстин Брадшоу[31]
  - Антонио Сезаро/Сезаро[31]
  - Джак Фукльото[31]
  - Свободните войни[32]
  - Господаря на болката[33]
  - Алберто Дел Рио[17]
- Входни песни
  - „Rawhide“ на Frankie Laine (ранна кариера)
  - „Get Down on Your Knees“ на Age Against the Machine[34][35] (11 февруари 2013 – 15 февруари 2013; използвана докато придружава Джак Фукльото)
  - „Patriot“ на CFO$[36] (17 февруари 2013 – 25 октомври 2015; от 11 юни 2016 г.; използвана, докато придружава Джак Фукльото и индивидуално)
  - „Realeza“ на Mariachi Real de Mexico и Джим Джонстън[37] (26 октомври 2015 – 7 декември 2015; използвана докато придружава Алберто Дел Рио)

## Шампионски титли и отличия
- Dyersburg Championship Wrestling
  - Шампион в тежка категория на DCW (1 път)[38]
- Georgia Championship Wrestling
  - Шампион в полутежка категория на NWA (1 път)[39]
- Hoosier Pro Wrestling
  - Шампион в тежка категория на HPW (1 път)[40]
- Mid-South Wrestling Association
  - Телевизионен шампион на Mid-South (1 път)[41]
- Mid-South Wrestling Association (Tennessee)
  - Шампион в тежка категория на Тенеси на MSWA (1 път)[38]
- NWA Mid-America / Continental Wrestling Association
  - Южняшки шампион в тежка категория на AWA (5 пъти)[42]
  - Южняшки отборен шампион на AWA (3 пъти) – с Бил Дънди (1), Коко Уер (1) и Томи Рич (1)[43]
  - Шампион в тежка категория на CWA (3 пъти)[44]
  - Международен шампион в тежка категория на CWA (2 пъти)[45]
  - Световен отборен шампион на CWA (2 пъти) – с Остин Айдъл[46]
  - Средна-американски шампион в тежка категория на NWA (12 пъти)[47]
  - Средна-американски отборен шампион на NWA (2 пъти) – с Джипси Джо (1) и Кен Лукас (1)[48]
  - Средно-американски телевизионен шампион на NWA (1 път)[49]
  - Южняшки отборен шампион на NWA (Средно-американска версия) (1 път) – с Дейвир Шулц[50]
  - Отборен шампион на Тенеси на NWA (2 пъти) – с Джон Фоли[51]
  - Отборен шампион на Съединените щати на NWA (Средно-американска версия) (1 път) – с Джон Фоли[52][53]
- NWA Southeastern Championship Wrestling / NWA Continental Championship Wrestling
  - Югоизточен шампион в тежка категория на NWA (1 път)[54]
  - Югоизточен шампион в тежка категория на NWA (Северна дивизия) (1 път)[55]
  - Югоизточен телевизионен шампион на NWA (1 път)[56]
- Rolling Stone
  - Най-малко убедително завръщане на годината (2015)[57]
- United States Wrestling Association
  - Обединен световен шампион в тежка категория на USWA (1 път)[58]
- World Wrestling Council
  - Северно Американски отборен шампион на WWC (4 пъти) – с Уейн Ферис (1) и Франки Лейн (3)[59]
  - Универсален шампион в тежка категория на WWC (1 път)[60]
  - Световен отборен шампион на WWC (1 път) – с Баунсър Бруно[61]